# Latinizzazione (Concordato di Melfi)
La latinizzazione fu il processo di abbandono del culto greco in favore del rito latino, ratificato dal Concordato di Melfi nel 23 agosto 1059 a seguito del Concilio di Melfi I, e avvenuto in tutte le diocesi dei territori sottratti nella penisola italiana ai Bizantini, su spinta delle casate normanne Altavilla e Drengot Quarrel, di accordo con la Santa Sede.

## Il rapporto tra i Normanni e la Chiesa di Roma
I Normanni ebbero sempre reverenza verso la curia ed i luoghi sacri: «I Normanni trovarono una situazione religiosa sostanzialmente confusa e una intelaiatura ecclesiastica molto complessa con il controllo di numerosi territori da parte di Bisanzio. I Normanni intervennero sensibilmente sulla struttura organizzativa ecclesiastica».

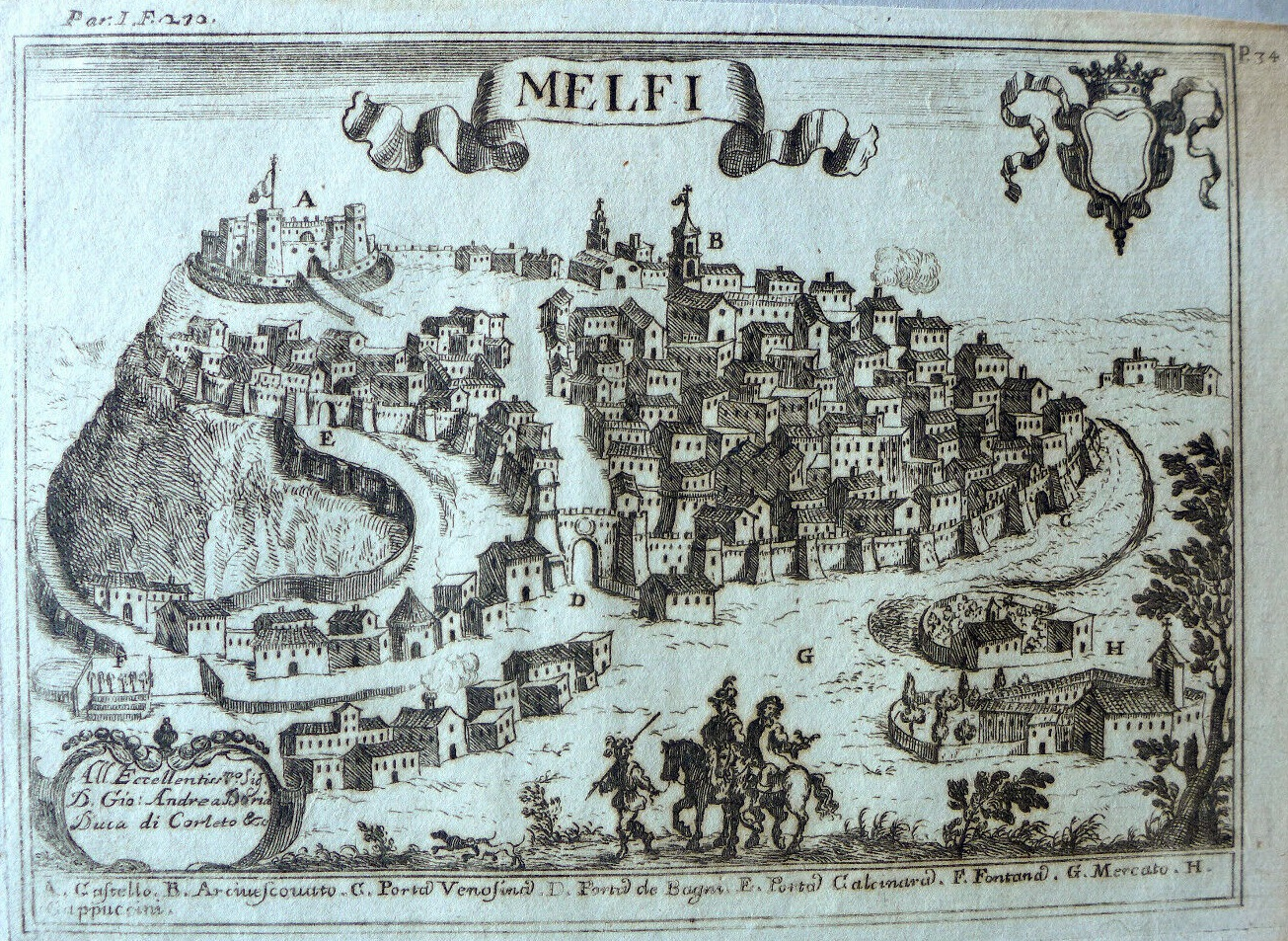
Antica stampa di Melfi, sede del Concordato di Melfi, che ratificò nel 1059 il processo di latinizzazione del rito religioso.

Innanzitutto nei territori oggetto della latinizzazione furono ristrutturate le provincie ecclesiastiche di Capua, Salerno e Benevento e vennero create nuove diocesi e nuove provincie ecclesiastiche. Una nuova sede vescovile fu creata ad Aversa; vanno aggiunte quelle create in Puglia e soggette alle sedi metropolitane di Trani, di Brindisi e di Taranto.
«Più lento, graduale e tempista che teneva conto delle situazioni contingenti, delle disponibilità di collaborazione dei vescovi greci, della pressione delle popolazioni a maggioranza greca, delle tradizioni religiose delle singole comunità e, non ultimo, delle esigenze della conquista, fu l'intervento dei Normanni nei territori a prevalente influenza bizantina».
Lo stesso autore ricorda, in Calabria, le diocesi di Reggio Calabria (con Cassano, Crotone, Nicastro, Nicotera - Tropea, Squillace, Bova, Gerace ed Oppido Mamertina), Santa Severina (con Umbriatico, Cerenzia, Belcastro, Strongoli e Isola) e poi in particolare Rossano, Bisignano, Malvito, Mileto, Cosenza e Martirano.
In una terra orientalizzata e con la popolazione legata a Costantinopoli, nel rito e nella dipendenza delle strutture religiose dal suo patriarcato, i Normanni favorirono il ritorno alla Chiesa di Roma e al culto latino.

## I metodi impiegati per lalatinizzazione
I metodi impiegati per la "latinizzazione" e per "ridurre all'obbedienza" il clero bizantino sono vari. In particolare si ricordano: la sostituzione dei vescovi ortodossi con prelati di fiducia; la sottomissione dei monasteri ortodossi all'autorità feudale di cattolici vescovi o abati legati ai baroni; la creazione di chiese e monasteri cattolici dedicati al dogma trinitario; l'esproprio di case e di campi, con i proprietari terrieri sostituiti dai baroni Normanni.
L'atteggiamento dei conquistatori Normanni nei confronti della società, segnata dall'esperienza e dalla dominazione bizantina, non sempre è stato repressivo, ma talvolta si è caratterizzato da tolleranza, che si concretizzò con una politica di conciliazione tra le due chiese: la greca e la latina.

## Il ruolo dei Benedettini
I Benedettini svolsero un ruolo nel popolamento delle campagne, che consentì anche una ripresa dell'economia. Le fondazione monastiche esercitavano una funzione come centri di spiritualità e di irradiazione della cultura, di amministrazione delle proprietà terriere e del potere politico nei casali.
Tra i metodi impiegati per la "latinizzazione" va ricordata anche la soppressione dei monasteri ortodossi e l'insediamento, nelle stesse strutture, dei benedettini di Normandia.
I Normanni favorirono l'esperienza religiosa mista italo-greca con l'istituzione dei monasteri; in particolare:
- Sant'Elia a Carbone in Basilicata;
- Santa Maria del Patir a Rossano in Calabria;
- San Nicola di Casole in Terra d'Otranto.